# (294664) Trakai
(294664) Trakai ist ein Asteroid des äußeren Hauptgürtels, der von dem litauischen Astronomen Kazimieras Černis und dem lettischen Astronomen Ilgmārs Eglītis am 3. Januar 2008 am Baldones astrofizikas observatorija des Astronomischen Institutes der Universität Lettlands in Riekstukalns bei Baldone (IAU-Code 069) entdeckt wurde. Der Asteroid wurde beim Beobachten von 45 Positionen von 14 Asteroiden entdeckt.
(294664) Trakai wurde am 7. Februar 2012 nach der litauischen Stadt Trakai benannt.